# Хиль, Карлес
Карлес Хиль де Пареха Висент (исп. Carles Gil de Pareja Vicent; 22 ноября 1992, Валенсия, Испания) — испанский футболист, полузащитник клуба «Нью-Инглэнд Революшн».
Младший брат Карлеса — Начо, также профессиональный футболист.

## Клубная карьера
Хиль — воспитанник футбольной академии клуба «Валенсия» из своего родного города. На протяжении трёх лет он выступал за резервную команду «Валенсия Месталья».
В 2012 году для получения игровой практики Карлес на правах аренды перешёл в клуб из Сегунды «Эльче». 19 августа в матче против «Понферрадина» он дебютировал за новую команду. В этом же поединке Хиль забил свой первый гол за «Эльче». Карлес стал одним из лидеров команды и помог ей выйти в элиту в конце сезона. 19 августа 2013 года в матче против «Райо Вальекано» он дебютировал в Ла Лиге. 1 марта 2014 года в поединке против «Сельты» Хиль забил свой первый гол на высшем уровне.
Летом того же года Карлес вернулся в «Валенсию». 30 августа в матче против «Малаги» Хиль дебютировал «летучих мышей». 28 сентября в поединке против «Реал Сосьедада» Хиль забил свой первый гол за «Валенсию».
В начале 2015 года Карлес перешёл в английскую «Астон Виллу», подписав контракт на четыре года. Сумма трансфера составила 3,2 млн фунтов. 17 января в матче против «Ливерпуля» он дебютировал в английской Премьер-лиге, заменив во втором тайме Эшли Уэствуда. 13 сентября в поединке против «Лестер Сити» Хиль забил свой первый гол за «Астон Виллу».
Летом 2016 года Карлес на правах аренды перешёл в «Депортиво Ла-Корунья» с опцией выкупа. В поединке против «Эйбара» он дебютировал за новую команду. 20 мая 2017 года в поединке против «Лас-Пальмаса» Хиль забил свой первый гол за «Депортиво». Летом 2017 года «Депор» взял обязательство арендовать Хиля ещё на один год, после чего выкупить и подписать с ним контракт на три года.
30 января 2019 года Хиль перешёл в клуб MLS «Нью-Инглэнд Революшн», подписав контракт по правилу назначенного игрока. По сведениям прессы сумма трансфера составила $2 млн. В своём дебютном появлении в MLS, 2 марта в матче стартового тура сезона 2019 против «Далласа», он забил гол. По итогам сезона 2019, в котором забил 10 голов и отдал 14 голевых передач, Хиль был назван новоприбывшим игроком года в MLS и был включён в символическую сборную MLS, а также был признан самым ценным игроком «Нью-Инглэнд Революшн». Большую часть сезона 2020 он пропустил из-за травмы ахилла. 24 мая 2021 года Хиль продлил контракт с «Нью-Инглэнд Революшн» до конца сезона 2024. В июне он отдал пять голевых передач, за что был назван игроком месяца в MLS. По итогам сезона MLS 2021, в котором стал лучшим ассистентом лиги с 18 голевыми передачами и забил четыре гола, Хиль был признан самым ценным игроком и во второй раз попал в символическую сборную, а также получил специальную награду — восстановившийся игрок года. 11 мая 2022 года в матче Открытого кубка США против «Цинциннати» он оформил хет-трик, а также отдал голевую передачу. Хиль был отобран на Матч всех звёзд MLS 2022, в котором команда звёзд MLS встретилась с командой звёзд Лиги MX. 31 мая 2023 года в матче против «Атланты Юнайтед» он сделал дубль, за что был назван лучшим игроком игрового дня MLS. Хиль был отобран на Матч всех звёзд MLS 2023 против английского «Арсенала».

## Достижения
Клубные
 «Эльче»
- Победитель Сегунды: 2012/13

 «Нью-Инглэнд Революшн»
- Победитель регулярного чемпионата MLS: 2021

Личные
- Новоприбывший игрок года в MLS: 2019
- Член символической сборной MLS: 2019, 2021
- Игрок месяца в MLS: июнь 2021
- Восстановившийся игрок года в MLS: 2021
- Самый ценный игрок MLS: 2021
- Участник Матча всех звёзд MLS: 2022, 2023